# جابان (أبرشيوة)
جابان (بالفارسية: جابان) هي قرية تقع في إيران في قسم أبرشيوة الريفي. يقدر عدد سكانها بـ 2,540 نسمة .